# Viola muliensis
Viola muliensis là một loài thực vật có hoa trong họ Hoa tím. Loài này được Y.S. Chen & Q.E.Yang mô tả khoa học đầu tiên năm 2005.